# Evalces
Evalces (en llatí Evalces, en grec antic Εὐάλκης) fou un escriptor grec al que es refereix Ateneu de Naucratis com a autor d'una obra sobre la ciutat d'Efes a la Jònia (Ἐφεσιακά). Hi ha altres persones amb el mateix nom de les quals no es coneix gran cosa d'interès, com un Evalces citat per Xenofont i un altre inclòs a l'Antologia grega.